# Microplitis obscuripennatus
Microplitis obscuripennatus är en stekelart som beskrevs av Xu och He 1999. Microplitis obscuripennatus ingår i släktet Microplitis och familjen bracksteklar. Inga underarter finns listade i Catalogue of Life.